# Олга Кармона
Олга Кармона Гарсија (шп. Olga Carmona García, Севиља, 12. јун 2000) шпанска је фудбалерка која тренутно наступа за Реал Мадрид и репрезентацију Шпаније на позицији лијевог бека или лијевог крила, а може и да игра спољњег играча, да покрива цијелу лијеву страну.
За Севиљу је играла од седме године, гдје је и почела професионалну каријеру, након чега је прешла у Реал Мадрид 2020. За репрезентацију Шпаније дебитовала је 2021. године и освојила је Свјетско првенство 2023. гдје је постигла гол у финалу за побједу.

## Клупска каријера
Рођена је у Севиљи, гдје је почела да игра фудбал у тиму Севиља ест са шест година. Са седам година је прешла у млађе категорије Севиље, гдје је играла десет година, а у сезони 2016/17. прикључена је првом тиму, који је тада играо у Другој лиги Шпаније. Постигла је пет голова на 25 утакмица у сезони, а Севиља се пласирала у Прву лигу Шпаније. Током три сезоне клуб је завршавао на средини табеле и играо је два пута у финалу Купа, у сезони 2018/19. када је изгубио од Реал Сосиједада и у сезони 2019/20. када је изгубио од Барселоне.
На љето 2020. прешла је у Реал Мадрид, који је тада тек основао женску фудбалску секцију..

## Репрезентативна каријера
За репрезентацију до 19 година дебитовала је 2018. и исте године је освојила Европско првенство за жене до 19 година, постигавши четири гола на десет утакмица током квалификација и завршне фазе; Шпанија је у финалу побиједила Њемачку 1 : 0. Годину дана касније поново је играла на Свјетском првенству до 19 година, на којем је Шпанија изгубила у полуфиналу од Француске 3 : 1 након продужетка.
На дан 13. априла 2021. дебитовала је за сениорску репрезентацију Шпаније у пријатељској утакмици против Мексика. Године 2023. уврштена је на списак за Свјетско првенство 2023. које је одржано у Аустралији и Новом Зеланду. Пред полуфинале против Шведске 15. августа изабрана је за капитена, а на утакмици је постигла гол у 89. минуту за побједу од 2 : 1 и пласман у финале, што је било први пут у историји да се Шпанија пласирала у финале. Пет дана касније, постигла је гол у финалу за побједу од 1 : 0 против Енглеске, чиме је Шпанија по први пут освојила Свјетско првенство, а Кармона је проглашена за играча утакмице.